# Karol Wielopolski
Karol Wielopolski herbu Starykoń (ur. ok. 1700, zm. 20 grudnia 1773) – chorąży wielki koronny w latach 1753–1773, koniuszy koronny w latach 1731–1754, kuchmistrz koronny w latach 1728–1731, starosta krakowski w latach 1732–1768, rotmistrz pancerny, IX ordynat Pińczowski, hrabia Świętego Cesarstwa Rzymskiego. Właściciel Żywca i Pieskowej Skały, margrabia Gonzaga Myszkowski.

## Życiorys
Syn Franciszka Wielopolskiego i Teresy Tarło herbu Topór. W 1725 poślubił Elżbietę Mniszech córkę Józefa marszałka wielkiego koronnego. Miał z nią siedmioro dzieci: trzech synów i cztery córki, w tym Franciszka Wielopolskiego późniejszego X ordynata Ordynacji Myszkowskich. Konstancja Karolina poślubiła Teodora Wessela, Marianna Tadeusza Jaraczewskiego, Ludwika - Eliasza Wodzickiego a najmłodsza Urszula wyszła za mąż za Aleksego Szembeka.
Elektor Stanisława Leszczyńskiego w 1733 roku. Jako deputat województwa krakowskiego podpisał pacta conventa Stanisława Leszczyńskiego w 1733 roku. Był konsyliarzem powiatu krakowskiego w konfederacji zawiązanej dla obrony Stanisława Leszczyńskiego w 1733 roku. Był komisarzem pełnomocnym króla Stanisława Leszczyńskiego w konfederacji dzikowskiej 1734 roku. 
W 1731 roku został odznaczony Orderem Orła Białego.